# Xã Martin, Quận Hall, Nebraska
Xã Martin (tiếng Anh: Martin Township) là một xã thuộc quận Hall, tiểu bang Nebraska, Hoa Kỳ. Năm 2010, dân số của xã này là 129 người.